# Enzo Francescoli Uriarte
Enzo Francescoli Uriarte (Montevideo, 12 de novembre de 1961) és un exfutbolista uruguaià.

## Carrera esportiva
Debutà a l'Uruguai amb el Montevideo Wanderers. Fou transferit al River Plate de l'Argentina, club on passà dues etapes, una als vuitanta i una segona als noranta, i en total guanyà 5 lligues i una Copa Libertadores el 1996. A Europa destacà principalement a França on defensà els colors del Racing Club de Paris (Matra Racing Paris en aquells anys) i de l'Olympique de Marsella. A Itàlia jugà al Cagliari Calcio i al Torino FC.
Francescoli jugà 72 cops amb Uruguai entre 1982 i 1997, rècord al país. Disputà els Mundials de 1986 i 1990. També jugà 5 Copes Amèrica guanyant en tres edicions.
Fou nomenat per Pelé com un dels 100 futbolistes vius més importants el març del 2004.

## Palmarès
- Copa Amèrica de futbol: 1983, 1987, 1995
- Copa Libertadores de América: 1996
- Supercopa Sud-americana: 1997
- Lliga argentina de futbol: 1985-86, Apertura 1994, Apertura 1996, Clausura 1997, Apertura 1997
- Lliga francesa de futbol: 1990
- Campionat sud-americà juvenil: 1981
- Copa Nehim 1983

## Distincions individuals
- Futbolista americà de l'any 1984, 1995
- Màxim golejador del campionat argentí de futbol 1985, 1986, 1994
- Futbolista de l'any a l'Argentina 1985, 1995
- Futbolista estranger de l'any a França 1990